# León III (emperador)
León III el Isaurio (en griego: Λέων Γ΄ ὁ Ἴσαυρος [Leōn III ho Isauros]; c. 680–18 de junio de 741), también conocido como el Sirio, fue emperador bizantino desde 717 hasta su muerte. Acabó con el período de inestabilidad, defendiendo con éxito el Imperio ante los árabes, y adoptó la iconoclasia como política religiosa.

## Primeros años
León nació en la provincia siria de Comagene. Ascendió rápidamente en el ejército, y bajo Anastasio II se le concedió el mando del Ejército de Oriente. En 717 se rebeló contra el usurpador Teodosio III y, en su marcha hacia Constantinopla, fue elegido Emperador en su lugar. Durante el primer año del reinado de León, la capital sufrió un grave sitio por parte de los árabes, que aprovecharon el desorden civil en el Imperio para llevar una fuerza de 80 000 hombres hasta el Bósforo. Debido a su decidida defensa, León consiguió que los árabes se retirasen tras doce meses de asedio. Un factor importante en la victoria bizantina fue el uso del fuego griego.

## Asedio de Constantinopla de 717-718
León entró en Constantinopla el 25 de marzo de 717 y forzó la abdicación de Teodosio III, convirtiéndose en emperador como León III. El nuevo emperador se vio obligado inmediatamente a atender el segundo asedio árabe de Constantinopla, que comenzó en agosto del mismo año. Los árabes eran fuerzas omeyas enviadas por el califa Sulayman ibn Abd al-Malik y que servían a las órdenes de su hermano Maslama ibn Abd al-Malik. Habían aprovechado la discordia civil en el Imperio Bizantino para llevar una fuerza de 80.000 a 150.000 hombres y una enorme flota al Bósforo.
Los cuidadosos preparativos, iniciados tres años antes bajo Anastasio II, y la tenaz resistencia opuesta por León agotaron a los invasores. Un factor importante en la victoria de los bizantinos fue el uso del fuego griego. Las fuerzas árabes también fueron víctimas de los refuerzos búlgaros que llegaron para ayudar a los bizantinos. León estaba aliado con los búlgaros, pero el cronista Teófanes el Confesor no estaba seguro de si seguían sirviendo bajo Tervel de Bulgaria o su sucesor Kormesiy de Bulgaria.
Incapaces de continuar el asedio ante la embestida búlgara, la impenetrabilidad de las murallas de Constantinopla y sus propias provisiones agotadas, los árabes se vieron obligados a abandonar el asedio en agosto de 718. El propio Sulayman había muerto el año anterior y su sucesor Umar II no intentaría otro asedio. El asedio había durado 12 meses. 

## Administración
Tras librar así al Imperio de una amenaza que puso en peligro su existencia, León se dedicó a consolidar su administración, que había sufrido durante los anteriores años de anarquía. Aseguró también sus fronteras invitando a colonos eslavos a instalarse en regiones despobladas y restaurando la eficiencia del ejército. Cuando los árabes volvieron a atacar en 726 y 739, fueron derrotados decisivamente en la batalla de Akroinon. Sus reformas civiles supusieron la eliminación del sistema de prepago de impuestos, que imponía la carga fiscal sobre los grandes terratenientes, la conversión de los siervos en una clase de arrendatarios libres y la remodelación del derecho de familia y del derecho marítimo. Todas estas medidas, que se incorporaron al nuevo código de 740, encontraron una cierta oposición por parte de la nobleza y el alto clero.

## Iconoclasia

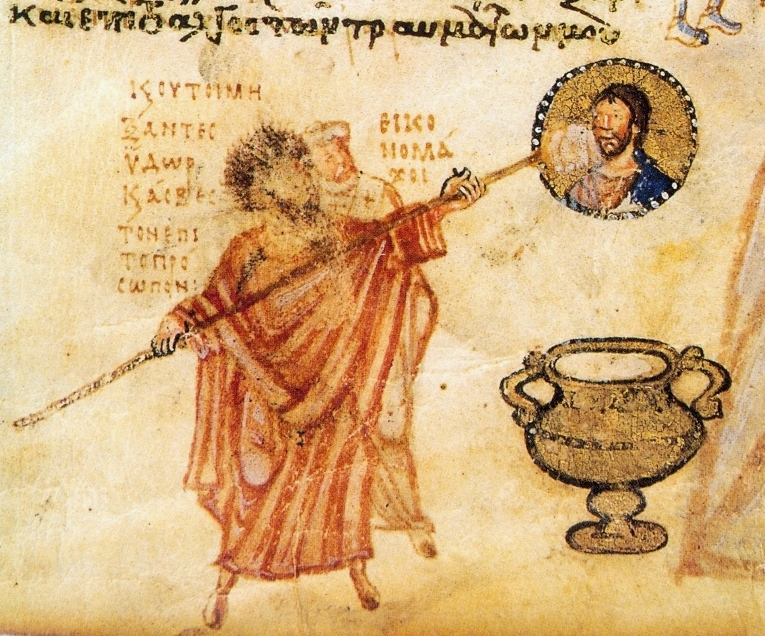
Iconoclasia bizantina del siglo IX

Pero la reforma legislativa de mayor peso llevada a cabo por León estaba relacionada con cuestiones religiosas: en concreto con la iconoclasia. Tras un intento, aparentemente exitoso, de obligar al bautismo de todos los judíos y montanistas del Imperio (722), León decretó una serie de edictos contra el culto de las imágenes que fue llamada la «reforma iconoclasta» o «reforma iconoclástica» (726-729). Esta prohibición de una costumbre, que sin duda había dado lugar a todo tipo de abusos, parece haber estado inspirada por un deseo genuino de mejorar la moral pública, y obtuvo el apoyo de la aristocracia oficial y de un sector del clero. Pero una gran mayoría de los teólogos y casi todos los monjes se opusieron a estas medidas con firme hostilidad, y en la parte occidental del Imperio el pueblo rechazó obedecer el edicto. En Grecia se desató una revuelta, basada sobre todo en la cuestión religiosa, que fue aplastada por la flota imperial (727), y dos años después, León suprimió la oposición abierta en la capital al destituir al patriarca de Constantinopla Germán. 
En Italia, la actitud desafiante de los papas Gregorio II y Gregorio III en la cuestión del culto de las imágenes condujo a una extremada disputa con el emperador. Gregorio III reunió varios concilios en Roma con el fin de anatemizar y excomulgar a los iconoclastas (730 y 732). León respondió transfiriendo el sur de Italia y Grecia de la jurisdicción papal a la del patriarca de Constantinopla. La pugna se tradujo también en un levantamiento armado en el exarcado de Rávena (727), que León intentó dominar enviando una gran flota, pero la destrucción de su armamento a causa de una gran tormenta jugó en su contra. Finalmente, sus súbditos del sur de Italia incumplieron sus edictos religiosos y la provincia de Rávena se escindió del Imperio.

### Reformas legales y religiosas
Un edicto promulgado en 722, mencionado por Teófanes el Confesor, ordenaba el bautismo forzoso de judíos y montanistas (aunque no se sabe con certeza qué significaba este último término en la época, en principio referido a una antigua secta probablemente desaparecida). La medida contra los judíos parece estar vinculada a una situación concreta: la existencia en la época de un movimiento mesiánico muy antiestatal liderado por un tal Severo o Sereno, judío del norte de Siria que se proclamaba la reencarnación de Moisés, encargado de guiar a su pueblo a la Tierra Prometida, y que contaba con seguidores en lugares tan lejanos como España.
El emperador también mandó redactar un nuevo código legal para sustituir al de Justiniano. Promulgado en 726, se conoce como la Ecloga', o Selección. Era mucho más breve que el Código de Justiniano, conservando sólo lo que parecía aplicable en el periodo VIII, y estaba escrito en griego, completando la helenización del Estado bizantino en el último ámbito en el que aún se utilizaba el latín, el derecho. Por otra parte, el nuevo Código también modificó una serie de disposiciones y principios del Código de Justiniano, "en aras de una mayor humanidad", como se afirma en la introducción. Se limitó el "poder paterno" romano ("patria potestas") en favor de las mujeres y los niños, y se dio mayor protección a las viudas y los huérfanos, pero también hubo disposiciones inspiradas en una lectura muy literal de las prescripciones bíblicas: una reducción significativa del número de casos en los que se aplicaba la pena de muerte (en nombre del mandamiento "No matarás"), sustituida por el uso generalizado de la mutilación (extirpación de la nariz, la lengua, las manos, ceguera, castigos justificados por los juristas bizantinos en nombre del Evangelio), pero mantenimiento de la pena de muerte para la homosexualidad; prohibición del aborto; restricción de las causas legales de divorcio.
El célebre compromiso de León III a favor del período iconoclasta del Imperio bizantino parece generalmente vinculado a la misma orientación: la interpretación literal de un mandamiento bíblico, garantía de una mayor cristianización de la sociedad. En este empeño, inspirado en la hostilidad a las imágenes en el judaísmo, también influyó probablemente la emergente cultura islámica, contraria a las representaciones religiosas de carácter figurativo. Se dice que el emperador empezó a hablar de este tema en torno a 725-726, sobre todo a partir del verano de 726, cuando la actividad del volcán Thera, intermitente desde 718 culminó en una violenta erupción de humo, ceniza y lava que duró varios días y alcanzó todas las islas del mar Egeo e incluso las costas de Asia Menor y Macedonia. En la caldera apareció una nueva isla. Muchos, incluido al parecer el emperador, interpretaron este impresionante fenómeno como una señal de la ira divina. En las circunstancias tan difíciles a las que se enfrentaba el imperio en aquel momento, León III "se sintió como un nuevo Moisés, responsable de su pueblo. [...] La iconoclasia es una catarsis de León III quién toma la iniciativa de evitar al pueblo el destino antaño reservado a Israel". Se cuenta que durante el asedio de Nicea por los árabes en 727, cuando el enemigo ya había dañado las murallas, un oficial de Artabasde, el conde de Opsikion, rompió un icono de la Virgen, y que los árabes se retiraron milagrosamente. El emperador discutió la iconoclasia con obispos de Asia Menor partidarios de ella (Constantino de Nacoleia, Juan de Synnada, Tomás de Claudiópolis), frente al patriarca Germán I de Constantinopla, muy hostil a ella. Hasta 730, parece que se contentó con discursos, que además despertó el descontento de ciertos sectores, incluida la aristocracia: la rebelión de Cosmas, general del tema de la Hellad, que en 727 atacó Constantinopla con una flota y fue derrotado gracias al fuego griego, se injertó al parecer en esta polémica, aunque sólo fuera para aprovecharse de ella ; igualmente la usurpación en Italia de Tiberio Petasio, que se proclamó emperador en la región de Roma en 729 y fue derrotado y muerto por el exarca Eutiquio en 730 gracias a la ayuda del papa, pero la situación en Italia era muy confusa en ese momento. El 7 de enero de 730, León III convocó una silention (asamblea de dignatarios de la corte), en ausencia del patriarca que se negó a asistir, y promulgó lo que se conoce como el edicto iconoclasta cuyo contenido se desconoce por completo, probablemente un texto que condenaba la veneración de iconos, para que fuera firmado como muestra de apoyo a esta orientación. El patriarca Germán I de Constantinopla, que se negó a firmar, fue depuesto el 17 de enero y exiliado a un monasterio; fue sustituido el día 22 por su syncelle (lugarteniente) Anastasio de Constantinopla, que había aceptado someterse. Otros obispos fueron probablemente depuestos, como André de Creta, pero se carece de documentación precisa. La suscripción del documento se impuso, sin duda, no sólo a los eclesiásticos, sino también a los funcionarios, que se arriesgaban al despido y a la deshonra de sus familias si se negaban. 
El edicto iconoclasta y la deposición del patriarca Germán I de Constantinopla provocaron una respuesta del papado: Gregorio III, entronizado en marzo de 731, convocó un sínodo de 193 obispos de Italia (entre ellos los arzobispos de Rávena y Grado, ciudades bajo control bizantino), que condenó estas decisiones. El edicto de León III también provocó reacciones negativas en Oriente: Juan Damasceno, monje del monasterio de Mar Saba en Palestina, inició una polémica sobre el tema. Sin embargo, el "edicto iconoclasta" de enero de 730 es la única medida conocida tomada por León III al respecto: la literatura posterior de iconodoula no menciona ningún caso concreto de persecución entre 730 y 741. De hecho, es probable que en esta etapa muchos no vieran el culto a las imágenes como una cuestión estrictamente teológica.

### Últimos años
En 732, León III formalizó su alianza con los jázaros, en guerra con los árabes, casando a su hijo Constantino con Tzitzak, hija del khagan. Llevada a Constantinopla, fue bautizada con el nombre de Irene. Sin embargo, esta alianza con un soberano todavía pagano quedó en teoría porque, a pesar de la invasión del reino jázaro por los árabes a partir del 733, León III no envió ninguna ayuda. En 733, envió a Italia una gran flota comandada por el estratega de los Cibyrrheotes, Manes, esperando recuperar el control de Roma, pero esta flota fue destruida por una tormenta en el mar Adriático.
El emperador tuvo que contentarse con tomar medidas administrativas contra el papa: transfirió todos los territorios efectivamente controlados por el Imperio de la autoridad del papa a la del patriarca de Constantinopla (esto afectaba no solo a Sicilia y Calabria, sino también a Iliria, Grecia y las islas del Mar Egeo, que hasta entonces habían estado bajo la autoridad del papa), situando claramente al papado fuera del marco del Imperio bizantino; esta decisión fue el origen de una larga disputa entre Roma y Constantinopla. Hacia el 737, los lombardos se apoderaron durante un tiempo de Rávena, pero el exarca Eutiquio consiguió restablecerse allí con la ayuda del duque de Venecia y el apoyo del papa Gregorio III. Pero al año siguiente, el rey Liutprand conquistó el ducado de Spoleto (un principado autónomo lombardo) y se hizo dueño de casi toda Italia; persiguiendo al duque Thrasamund, que se había refugiado con el Papa, puso sitio a Roma, y Gregorio III escribió entonces a Carlos Martel pidiendo ayuda.
En 737, tras quince años de guerra, los árabes derrotaron finalmente a los jázaros, que se convirtieron temporalmente al islam. Las tropas del Califa redoblaron entonces sus ataques en Asia Menor, saqueando ciudades como Ancyra, y sus incursiones alcanzaron de nuevo las costas del mar Egeo. En la primavera de 740, el emperador decidió contraatacar; seguro de sí mismo, se hizo acompañar de su joven hijo Constantino, sin duda para compartir la gloria de una victoria; debió de preparar la operación y elegir cuidadosamente el terreno. En mayo, sorprendió a un ejército árabe de veinte mil hombres que había llegado al oeste de Asia Menor. Fue la batalla de Akroinon, una victoria aplastante para los bizantinos, con dos tercios de los soldados enemigos muertos, incluidos los dos comandantes, y los demás obligados a huir, pero que no impidió que los árabes regresaran a Asia Menor al año siguiente. Al menos León III terminó su reinado con una victoria, que además reforzó la legitimidad de su hijo.
En el otoño de 740, un violento terremoto sacudió la región de Constantinopla, matando a muchas personas y causando daños considerables. Muchos edificios de la ciudad se derrumbaron, incluidas partes de las fortificaciones. Se introdujo un recargo fiscal de una doceava parte, aparentemente para reparar las murallas, pero este impuesto se convirtió en permanente.

## Fallecimiento

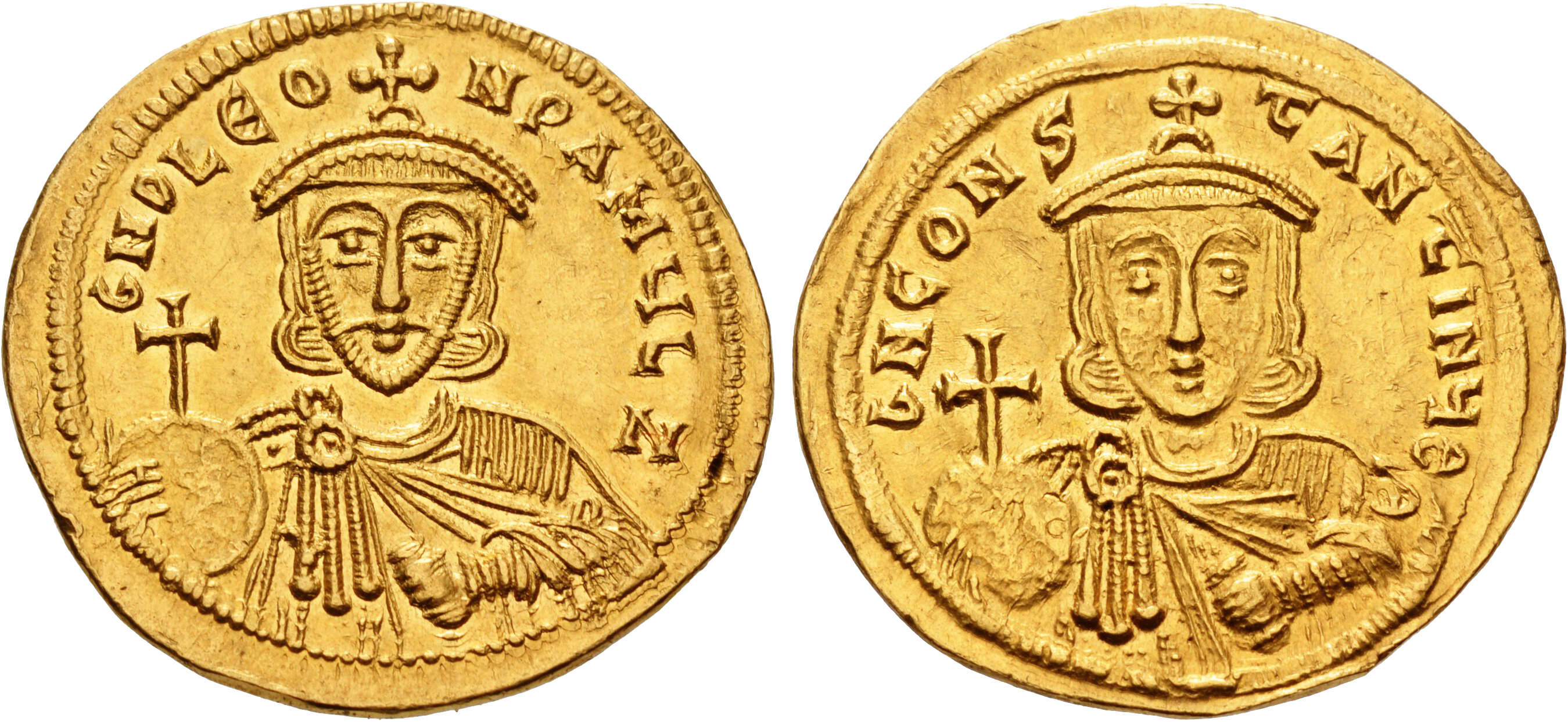
Solidus de León III con Constantino V.

León III murió de hidropesía el 18 de junio de 741 y fue enterrado en la Iglesia de los Santos Apóstoles.

## Familia
Con su esposa María, León III tuvo cuatro hijos conocidos:
- Constantino V, nacido en 718. Fue coronado coemperador en 720 y se convirtió en emperador mayor en 741.
- Ana, nacida antes de 705. Se casó con el futuro emperador Artabasdo.[12]
- Kosmo e Irene. Ambos fueron enterrados en un sarcófago de mármol de Proconnesia en la Iglesia de los Apóstoles.[13]

## Cartas del emperador León III al califa Umar ibn Abd al-Azīz
A lo largo de la historia, diferentes autores han reportado la tradición según la cual el califa omeya Umar ibn Abd al-Azīz habría enviado una carta a León III, con el fin de cuestionarlo sobre doctrinas y prácticas cristianas, a las cuales León III habría respondido. En la actualidad existen diferentes copias de dichos intercambios epistolares en árabe, armenio, latín y aljamía. DIchas copias han sido traducidas al inglés y al español y se han realizado diferentes estudios sobre la autoría de dichas cartas   y al español. Dichos textos tenían por objetivo proporcionar a los cristianos respuestas listas ante posibles objeciones a su fe de la parte de polemistas musulmanes, incluyendo la defensa de doctrinas cristianas como la divinidad de Cristo, la Eucaristía y la veneración de la cruz. 